# Al-Qàïm (abbàssida)
|  | Per a altres significats, vegeu «al-Qàïm (abbàssida del Caire)». |

Abu-Jàfar Abd-Al·lah al-Qàïm bi-amr-Al·lah —àrab: أبو جعفر عبد الله القائم بأمر الله, Abū Jaʿfar ʿAbd Allāh al-Qāʾim bi-amr Allāh—, més conegut per la primera part del seu làqab, al-Qàïm (1001-1075), califa abbàssida de Bagdad (1031-1075).
Era fill del califa al-Qàdir (991-1031) i una concubina armènia. El califa, ja vell, va decidir arranjar la seva successió i va nomenar hereu el seu fill Abu-Jàfar. El gran amir buwàyhida Jalal-ad-Dawla no hi va interferir (1030). Quan va morir el 1031, l'hereu Abu-Jàfar Abd-Al·lah fou proclamat califa sense oposició amb el làqab d'al-Qàïm bi-amr-Al·lah.
El 1032 va enviar el jurista al-Mawardí a la cort de l'emir Abu-Kalijar (enfrontat al governador Jalal-ad-Dawla) i li va refusar tot altre títol que el de Malik-ad-Dawla. Jalal-ad-Dawla inicialment havia instigat a la guàrdia turca contra el califa però després s'hi va reconciliar. El 1036 Jalal-ad-Dawla va aconseguir que Abu-Kalijar fos considerat delegat del gran amir i després va demanar nous títols (xahanxà al-àdham i màlik al-muluk) que foren acordats al gran amir (1038) després de consultar amb els notables (fuqahà). El 1041 va ratificar els principis religiosos del seu pare. El 1042 els zírides d'Ifríqiya van reconèixer el califat abbàssida i Alep també es va separar de l'obediència fatimita. El 1043 Jalal-ad-Dawla li va voler treure la percepció de les taxes dels jawali (tributaris) i el califa va amenaçar d'abandonar la capital i tancar totes les esglésies, fins que el gran amir va cedir. El 1044 el seljúcida Toghrul Beg es va apoderar de Rayy i el califa li va enviar una ambaixada presidida per al-Mawardí que va donar al turc el títol d'amir al-muminín però va protestar contra el saqueig de Rayy. Aquell mateix any va morir Jalal-ad-Dawla (març del 1044) i a Bagdad el seu fill Màlik al-Aziz fou reconegut per la guarnició turca, però Abu-Kalijar va subornar a les tropes que el van proclamar al cap de poc (setembre del 1044) i la khutba fou llegida en nom seu; també fou reconegut a Hulwand, a la zona de l'Eufrates i al Diyar Bakr, esdevenint finalment l'únic sobirà buwàyhida. El califa el va reconèixer com a gran amir i li va atorgar el làqab de Muhyí-d-Din. Des del començament va voler limitar les facultats del califa.
En endavant la lluita es va centrar en l'amenaça seljúcida. Siraz fou fortificada. El 1045/1046 no va poder rebutjar un atac seljúcida al sud-oest del Jibal a causa d'una epidèmia entre els seus cavalls. El 1047/1048 va decidir fer aliança amb els seljúcides i va fer un acord amb Tughril Beg segellada per dos matrimonis polítics entre la filla d'Abu-Kalijar i Tughril d'un costat, i pel d'una neboda de Tughril amb un segon fill de Abu-Kalijar per l'altre. Això va establir la pau a les seves possessions occidentals, però les orientals quedaven fora de l'acord i Kirman fou atacat pels seljúcides el 1048. El governador local es va unir als atacants. Abu-Kalijar va sortir cap a la regió al front de les seves forces però va morir sobtadament abans d'arribar, el mes d'octubre del 1048.
El va succeir el seu fill Abu-Nasr o Abu-Nàssir Khusraw Firuz amb el títol de Màlik ar-Rahim. El 1050 el cap de la guàrdia turca al-Bassassirí va conquerir al-Anbar a l'uqàylida Qarwaix o Qirwaix i la va agafar com a iqtà (feu), i el 1052 va arrabassar Bàssora a un germà del gran amir Màlik ar-Rahim que se n'havia apoderat. El 1052/1053 Toghrul, que s'havia apoderat d'Esfahan, es va acostar a la frontera de l'Iraq i es va instal·lar a Hulwand; a Bagdad els incidents entre sunnites i xiïtes eren cada dia més nombrosos i s'agitaven els ayyarun i els fatimites. L'amir de la guàrdia turca al-Bassassirí va acusar el visir Ibn al-Múslima de ser el que havia cridat els seljúcides en defensa del califat, mentre el visir el denunciava com a agent fatimita.
El califa va rebre notícies que al-Bassassirí es disposava a segrestar-lo i llavors el califa i el visir van cridar realment els seljúcides. El 1054 una revolta dels turcs de Bagdad va triomfar i els rebels van saquejar Bagdad; l'uqàylida Kuraysh va aprofitar per reocupar al-Anbar, ara feu d'al-Bassassirí. A Bagdad el visir abbàssida raís ar-ruassà ibn al-Múslima va abandonar els buwàyhides i es va declarar fidel a Tughril Beg (1054). Al-Bassassirí va trencar igualment amb Màlik ar-Rahim i va fer la khutba a contracor en nom de Tughril Beg, que fou cridat a Bagdad pel visir contra els desitjos d'al-Bassassirí. El visir va impedir a al-Bassassirí d'actuar contra els uqàylides de Kuraysh que havien anat també a Bagdad i havien ocupat zones d'Iraq, i el general va reaccionar i va tallar els subsidis al califa, i el març del 1055 va reconquerir al-Anbar. Llavors es va dirigir a Bagdad on no va anar a fer homenatge al califa. El visir va instigar manifestacions sunnites que van acabar en disturbis; al-Bassassirí va anar a Wasit i es va reunir altre cop amb Màlik ar-Rahim, va fer emetre una fàtua declarant els disturbis (en els quals s'havien destruït gerres de vi del vaixell propietat d'un cristià) il·legals. El visir el va acusar una vegada més d'estar d'acord amb el califa fatimita, i els turcs de Bagdad van saquejar la seva casa a Bagdad. Mentre Tughril Beg, amb l'excusa d'anar a fer el pelegrinatge i de combatre els fatimites, havia anat a Bagdad on les seves tropes van arribar davant la ciutat. Màlik ar-Rahim va anar a Bagdad però al-Bassassirí, enemic irreconciliable del seljúcida, va anar a terres del mazyàdida Dubays que era son cunyat. El califa, el visir i l'amir Màlik ar-Rahim van acceptar l'entrada de Tughril Beg a Bagdad i es va fer la khutba en nom seu el 15 de desembre de 1055. Tughril va fer entrada solemne el dia 18 de desembre. Però les seves tropes ghuzz aviat es van enfrontar a la població. Tughril va acusar Màlik ar-Rahim dels disturbis i pillatges que van seguir, i el va fer detenir el 23 de desembre. En aquests dies el califa va concedir a Toghril els títols de Rukn-ad-Din, Xahanxà i Sultà i li va donar la seva filla en matrimoni.
La propaganda fatimita (1056-1057) va decantar al seu costat alguns amirs, afavorida també per l'hostilitat de la població a les forces ghuzz seljúcides. En diversos llocs de l'Iraq, com Wasit, es va llegir la khutba en nom del califa fatimita al-Mustànsir (1035–1094). El mazyàdida Dubays, que s'havia vist obligat a trencar amb al-Bassassirí per ordre de Toghril, es va revoltar contra el sultà i va tornar a l'aliança amb el seu cunyat. El general va tenir també el suport dels àrabs nòmades i el dels turcs de Bagdad, espoliats per Tughril. Al-Bassassirí amb forces pròpies i de Dubays va anar a la regió de Sindjar on va derrotar greument els seljúcides dirigits per Kutlumush (cosí de Tughril) que va haver de fugir cap a l'Azerbaidjan (9 de gener de 1057). L'uqàylida Qurayx, ferit, fou fet presoner i es va declarar a favor d'al-Bassassirí i del califa fatimita, el qual fou reconegut a Mossul.
Tughril va abandonar Bagdad el 19 de gener de 1057, va rebre reforços des de Pèrsia, i va avançar cap a Mossul, que va conquerir; després va seguir cap a Nísibis. Dubays i Kuraysh van tornar al seu partit i al-Bassassirí va retornar a Rahba amb els turcs de Bagdad i un grup de uqàylides. Quan va arribar a Mossul el seljúcida Ibrahim Inal (germà de Tughril, que odiava als àrabs), Kuraysh va renovar la seva aliança amb al-Bassassirí, i Dubays va fer el mateix i va retornar a Djamian (al-Hilla). Tughril va prendre venjança a Sindjar per la derrota patida pels seus, va deixar Inal a Mossul, i va retornar a Bagdad on fou rebut pel califa que li va donar el títol de rei d'Occident i d'Orient o Malik al-Mashriq wa'l-Maghrib (24 de gener de 1058).
Ibrahim Inal aspirava al sultanat en perjudici del seu germà i es va posar en contacte amb al-Bassassirí i el delegat fatimita a la zona de l'Eufrates, al-Muayyad (que era a Alep) per obtenir suport fatimita per enderrocar Tughril, a canvi de fer la khutba en nom del califa fatimita. Va abandonar Mossul que fou immediatament ocupada per Kuraysh i al-Bassassirí (encara que la ciutadella va resistir quatre mesos), però Tughril va recuperar la ciutat, i va avançar contra Nísibis i al-Bassassirí va fugir de Rahba cap a Damasc. En aquell moment Ibrahim Inal es va declarar obertament en rebel·lió contra el seu germà i va marxar cap al Djibal. El 5 de novembre de 1058 Tughril Beg va abandonar Nísibis que havia ocupat i va perseguir el seu germà. Així, Iraq va quedar lliure de forces seljúcides i al-Bassassirí no va tardar a tornar a Hit i després a al-Anbar. El califa al-Qàïm, ple de dubtes, no sabia si sortir de Bagdad o no (el mazyàdida Dubays li va oferir refugi als seus dominis) però finalment va restar a la capital. El 27 de desembre al-Bassassirí va entrar a Bagdad (part occidental) amb 400 cavallers i l'1 de gener de 1059 va fer la khutba en nom del califa fatimita. El 8 de gener va travessar el riu i el califa fatimita fou proclamat a la mesquita de Rusafa a la part oriental.
El califa va fortificar el seu palau però al-Bassassirí tenia el suport dels xiïtes i de part dels sunnites que odiaven els ghuzz; excitats pel visir un grup d'haiximites i eunucs del palau van voler fer front a al-Bassassirí però foren derrotats a la vora de l'hipòdrom i el 19 de gener de 1059 al-Bassassirí va atacar el palau. El califa i el visir van fugir i van demanar asil a Kuraysh que els va donar i els va portar a al-Haditha amb el seu cosí Muharish. El palau fou saquejat; al-Bassassirí es va apoderar de les insígnies del califa que va enviar al Caire i el 29 de gener de 1059 va celebrar la festa de les víctimes amb banderes egípcies. Va deixar en mans de Kuraysh al califa (que podria residir a Ana) però li va exigir el lliurament del visir Ibn al-Muslima, el qual va executar de manera horrible el 16 de febrer de 1059. Al-Bassassirí va prendre possessió de Bàssora i Wasit però no va aconseguir dominar el Khuzestan.
El califa fatimita es va molestar perquè no li fou lliurat el califa abbàssida. El visir al-Yazuri fou destituït i executat acusat d'arruïnar les finances del país pel suport donat a al-Bassassirí. El califa doncs va abandonar al-Bassassirí.
Mentre Tughril havia triomfat sobre el seu germà Ibrahim Inal (juliol del 1059) i estava disposat a tornar a Bagdad. Va oferir a al-Bassassirí de deixar-li Bagdad a canvi de fer la khutba en el seu nom, restablint a al-Qàïm al tron, assegurant que en aquest cas no tornaria a Bagdad. En cas d'oposar-se a la proposta, Kuraysh fou convidat a abandonar al-Bassassirí. El general va negociar amb el seu ostatge el califa per desautoritzar el seljúcida sense èxit. Kuraysh li va recordar la ingratitud del califa fatimita i li va dir que Tughril el perdonaria, però al-Bassassirí no va voler acceptar canviar de bàndol. Kuraysh va oferir llavors al sultà seljúcida el lliurament del califa.
Tughril finalment va avançar cap a Bagdad. Muharish, a petició del seu cosí i del sultà seljúcida, va alliberar al califa que es va reunir amb Tughril a Naharawan l'1 de gener de 1060 i l'endemà va entrar al seu palau. Kuraysh ja havia abandonat al-Bassassirí i aquest havia sortit de Bagdad el 14 de desembre amb la seva família i s'havia refugiat a Kufa. No gaire després els soldats de Tughril van atrapar al-Bassassirí que era en companyia de Dubays. Aquest va passar altre cop al bàndol de Tughril però al-Bassassirí s'hi va negar i va presentar batalla a Saki al-Furat, prop de Kufa, però fou derrotat i mort (15 de gener de 1060). El seu cap fou portat a Bagdad. En endavant, el califa i el sultà van reprendre les seves funcions sense oposició, i el califa va quedar amb la mateixa situació subordinada davant el sultà que abans davant el gran amir, però amb la deferència que els buwàyhides eren xiïtes i els seljúcides eren sunnites com els califes.
El sultà es va casar finalment amb la filla del califa, i a pesar de l'oposició d'aquest fou portada lluny de Bagdad. Toghril Beg va morir el 4 de setembre de 1063. El seu nebot Alp Arslan, que el va succeir, va tenir molts opositors i va haver de combatre els romans d'Orient. El califa el va ajudar contra els uqàylides de Mossul i va refusar una proposta de l'emir kurd Hazarasp, governador d'al-Ahwaz. Alp Arslan va manifestar al califa el seu desig de tenir bones relacions amb ell, i li va retornar la seva filla, i a més va fer executar l'antic visir de Toghril Beg, Amid al-Mulk al-Kunduri, suposat responsable de les intrigues que havien conduït al matrimoni de la filla del califa amb el sultà. Alp Arslan fou llavors reconegut com a gran amir i sultan (març/abril del 1064). Alp Arslan no va estar mai a Bagdad tot i que hi va tenir un governador militar (però era substituït si el califa ho demanava). El 1067 es va produir un conflicte de caràcter religiós quan el sultà va fundar una madrassa (al-Nizamiyya) que va posar sota el seu patronatge, i estava destinada a difondre el dret xafiita, cosa que va trobar l'oposició dels hanbalites, i es van produir incidents al carrer entre els dos corrents; el califa no va voler prendre partit i els incidents van tenir una certa durada.
Alp Arslan va morir el gener del 1073 i el seu fill Màlik-Xah I va obtenir la lectura de la khutba en el seu nom (març del 1073) i uns mesos després fou investit formalment com a sultà pel califa.
Al-Qàïm va morir el 2 d'abril del 1075. Havia designat hereu el seu net Ubayd-Al·lah ibn Muhàmmad Dhakirat, que el va succeir amb el nom d'al-Muqtadí.